# Jochen Lengemann

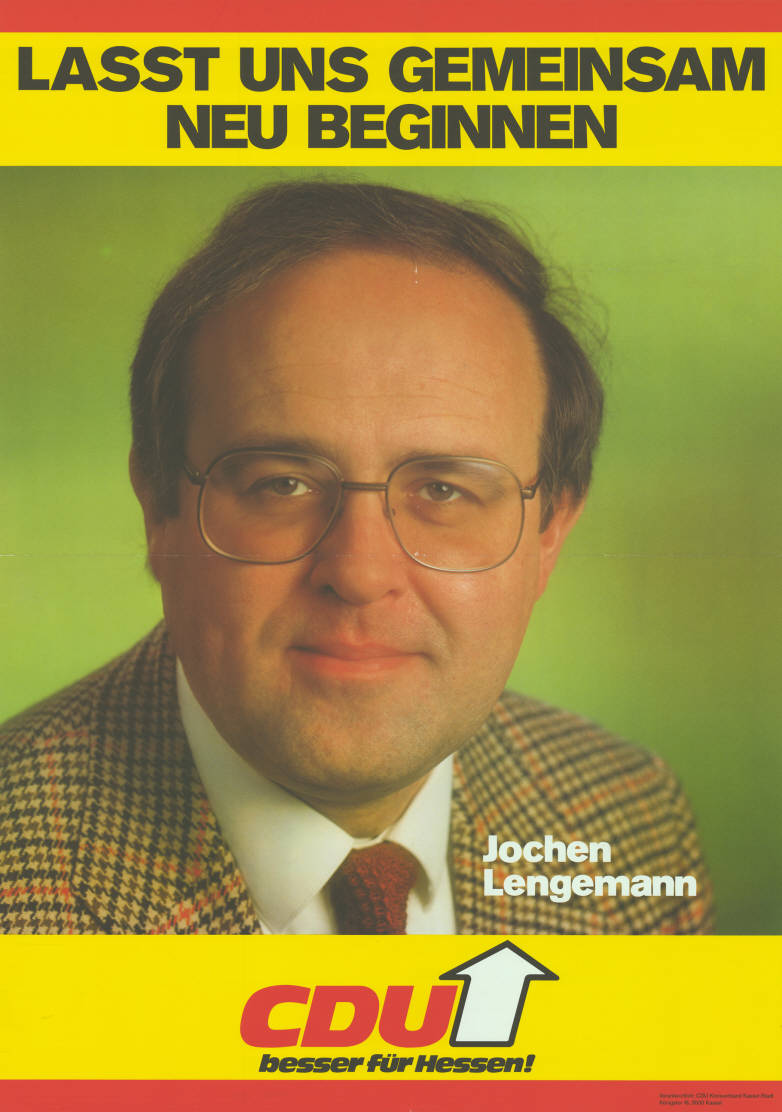
Jochen Lengemann auf einem Wahlplakat zur Landtagswahl 1978

Jochen Lengemann (* 10. Januar 1938 in Kassel) ist ein deutscher Jurist und Politiker (CDU). Zudem ist er Autor einer Reihe von Werken zu parlamentsgeschichtlichen Themen.

## Leben und Beruf
Nach dem Abitur 1958 an der Goetheschule, einem Realgymnasium, studierte Lengemann Rechtswissenschaften in Marburg, Bonn und Köln. Er legte 1962 das erste juristische Staatsexamen ab, führte sein Studium in Genf fort und absolvierte anschließend sein Referendariat im Landgerichtsbezirk Kassel. 1967 beendete er seine Ausbildung mit dem zweiten juristischen Staatsexamen. Lengemann fungierte 1967/68 als Richter am Landgericht Frankfurt am Main, 1968/69 am Amtsgericht Kassel und 1969 am Landgericht Kassel.
Seit den 1990er Jahren hat Lengemann zahlreiche personengeschichtliche Veröffentlichungen zur hessischen und thüringischen Landesgeschichte vorgelegt. Seit 1992 ist er Mitglied der Historischen Kommission für Hessen.
Lengemann ist verheiratet und hat zwei Söhne, von denen der ältere der Fotograf Martin U. K. Lengemann ist.

## Partei
Lengemann trat 1956 der CDU bei. Er war von 1966 bis 1981 Kreisvorsitzender der CDU Kassel-Stadt und gehörte von 1967 bis 1988 dem Landesvorstand der CDU Hessen an.

## Abgeordneter
Lengemann war von 1964 bis 1974 Stadtverordneter in Kassel. Er wurde 1970 erstmals in den Hessischen Landtag gewählt. Dort war er von 1976 bis 1978 stellvertretender Vorsitzender der CDU-Fraktion und von 1974 bis 1982 sowie von 1988 bis 1990 Vorsitzender des Innenausschusses.
Lengemann amtierte vom 1. Dezember 1982 bis zum 13. Oktober 1983 sowie vom 23. April 1987 bis zum 22. Juli 1988 als Präsident des Landtags. Sein Rücktritt als Landtagspräsident war Folge der gescheiterten Diätenerhöhung im hessischen Landtag 1988. Von 1978 bis 1982 und von 1983 bis 1987 war er hessischer Landtagsvizepräsident. Nach seiner Ernennung zum thüringischen Landesminister legte er am 19. November 1990 sein Landtagsmandat nieder, sein Mandat erhielt Heiner Hofsommer.

## Öffentliche Ämter
Lengemann amtierte vom 8. November 1990 bis zum 28. Februar 1992 als thüringischer Staatsminister für besondere Aufgaben in der von Ministerpräsident Josef Duchač geführten Landesregierung.

## Ehrungen
Am 1. Februar 2010 wurde er von der Kasseler Stadtverordnetenversammlung zum Ehrenbürger der Stadt Kassel ernannt.

## Werke
Jochen Lengemann ist Autor einer Reihe von Büchern zu historischen und insbesondere parlamentsgeschichtlichen Themen. Eine Auswahl:
- Jochen Lengemann: Das Hessen-Parlament 1946–1986. Biographisches Handbuch des Beratenden Landesausschusses, der Verfassungsberatenden Landesversammlung und des Hessischen Landtags (1.–11. Wahlperiode). Hrsg.: Präsident des Hessischen Landtags. Insel-Verlag, Frankfurt am Main 1986, ISBN 3-458-14330-0 (hessen.de [PDF; 12,4 MB]).
- Parlamente in Hessen 1808–1813. Insel Verlag, Wiesbaden 1991.
- Landtag und Gebietsvertretung von Schwarzburg-Rudolstadt 1821–1923. G. Fischer, Jena 1994.
- MdL Hessen 1808–1996. Biographischer Index. Herausgegeben im Auftrag des Hessischen Landtags (= Politische und parlamentarische Geschichte des Landes Hessen. Nr. 14). Elwert, Marburg 1996, ISBN 3-7708-1071-6.
- Landtag und Gebietsvertretung von Schwarzburg-Sondershausen 1843–1923. G. Fischer, Jena 1998.
- Das Deutsche Parlament (Erfurter Unionsparlament) von 1850. G. Fischer, Jena 2000.
- Günther XLI. Graf von Schwarzburg in Diensten Karls V. und Philipps II. in den Niederlanden (1550) 1551–1559 (1583). Briefe, Berichte und andere Dokumente aus den Jahren 1550–1583, bearb. von Jens Beger. Hain, Weimar/Jena 2003.
- Residenzen im 19. Jahrhundert. Selbstzeugnisse zum höfischen, gesellschaftlichen und kulturellen Leben in Sondershausen und Arnstadt. Edition, bearb. von Konrad Bärwinkel. Hain, Weimar/Jena 2004.
- Bürgerrepräsentation und Stadtregierung in Kassel 1835–1996. Marburg o. J.
- Bürgerrepräsentation und Stadtregierung in Kassel 1835–2006. Historische Kommission für Hessen, Marburg 2009, ISBN 978-3-86354-135-4.
- Thüringische Landesparlamente 1919–1952. Biographisches Handbuch. Böhlau, Köln/Weimar/Wien 2014, ISBN 978-3-412-22179-9.